# Francesco Viganò (giurista)
Francesco Viganò (Milano, 1º marzo 1966) è un giurista italiano, dall'8 marzo 2018 giudice della Corte costituzionale.

## Biografia
Nato il 1º marzo 1966 a Milano, ma cresciuto a Nesso, in provincia di Como, Francesco Viganò si è laureato in giurisprudenza nel 1989 all'Università degli Studi di Milano con Giorgio Marinucci e, dopo aver studiato presso l'Università di Monaco di Baviera (1991-1993) grazie a una borsa di studio, al Max-Planck-Institut di Friburgo e all’All Souls College dell'Università di Oxford, nel 1998 ha conseguito il dottorato di ricerca presso l'Università degli Studi di Pavia.
Ha iniziato nel 1995 la carriera accademica come ricercatore presso l'Università degli Studi di Brescia, e nel 2001 è divenuto professore associato presso la stessa Università, insegnando diritto penale comparato.
Nel 2004 passa all’Università degli Studi di Milano, dov'è titolare dei corsi di diritto penale progredito ed European Criminal Law, insegnando fino al 2016.
Dal 2008 al 2012 è stato componente laico del Consiglio giudiziario per il distretto della Corte d’Appello di Milano.
Nel 2012-2013 è stato membro della Commissione ministeriale per la riforma della prescrizione presso il Ministero della Giustizia.
Nel 2014 è stato membro di una commissione per l’elaborazione di proposte normative in tema di lotta anche patrimoniale alla criminalità istituita presso la Presidenza del Consiglio dei Ministri.
Nel 2015 è stato coordinatore di un tavolo tematico su “Esperienze comparative e regole internazionali” nell’ambito degli Stati Generali dell’Esecuzione Penale istituiti dal Ministro della giustizia Andrea Orlando.
A novembre 2016 è stato chiamato dall'Università commerciale Luigi Bocconi di Milano, dove insegna diritto penale italiano e diritto penale transnazionale sino alla sua nomina quale giudice costituzionale.
È fondatore e direttore delle riviste "Diritto penale contemporaneo online e Diritto penale contemporaneo - Rivista trimestrale".

### Giudice costituzionale

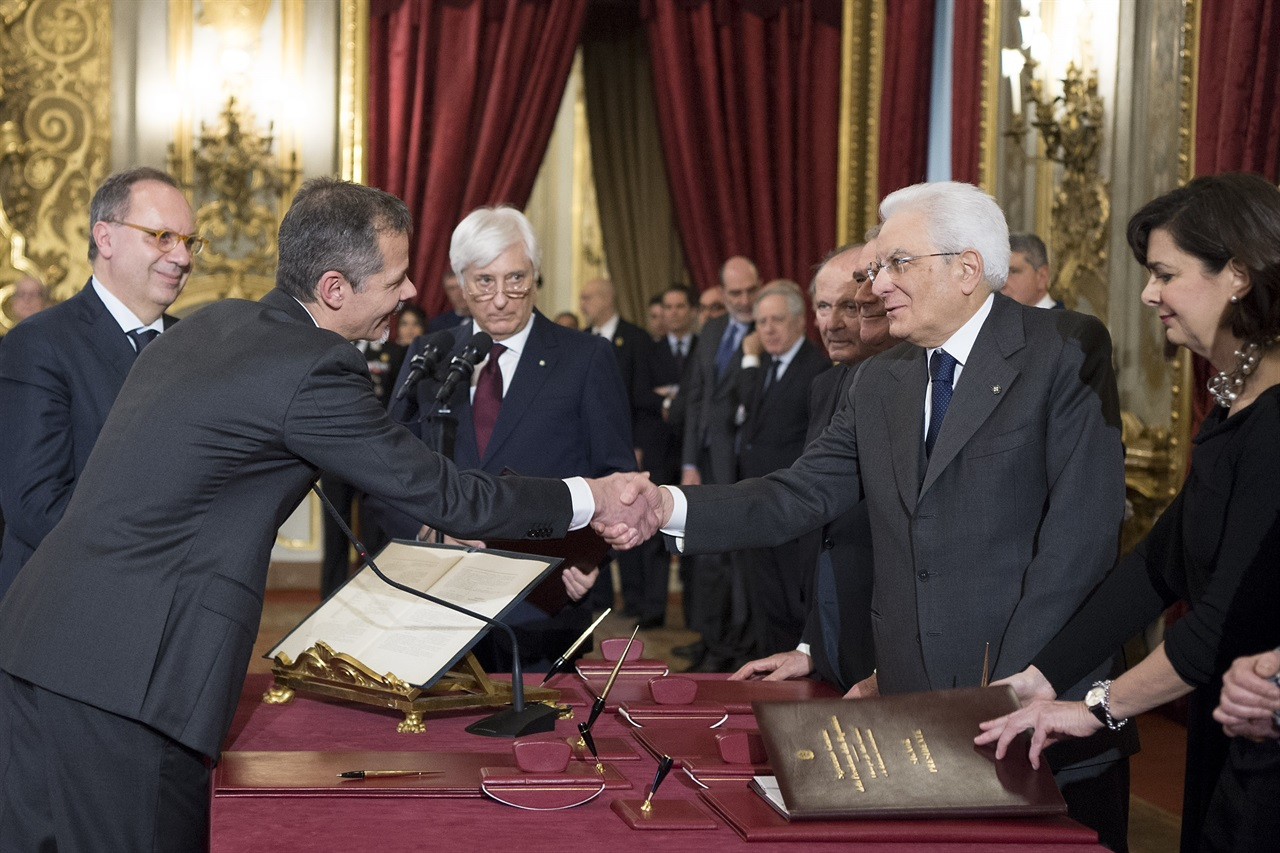
Viganò presta giuramento come giudice costituzionale dinnanzi ai presidenti della Repubblica, del Senato e della Camera

Il 24 febbraio 2018 è stato nominato Giudice della Corte costituzionale dal Presidente della Repubblica Sergio Mattarella, in sostituzione di Paolo Grossi giunto alla scadenza del mandato, prestando giuramento l'8 marzo.
È favorevole all'introduzione dell'istituto dell'opinione dissenziente nell'ambito del processo costituzionale.
Il 21 gennaio 2025 è stato nominato vicepresidente della Corte costituzionale, insieme al giudice Antonini, dal neoeletto presidente Giovanni Amoroso.

## Opere
- Stato di necessità e conflitti di doveri, Milano, Giuffrè, 2000, ISBN 88-14-08381-9.
- La tutela penale della libertà individuale, Milano, Giuffrè, 2002.